# (21743) Michaelsegal
(21743) Michaelsegal est un astéroïde de la ceinture principale d'astéroïdes.

## Description
(21743) Michaelsegal est un astéroïde de la ceinture principale d'astéroïdes. Il fut découvert le 9 septembre 1999 à Socorro (Nouveau-Mexique) par le projet LINEAR. Il présente une orbite caractérisée par un demi-grand axe de 2,59 UA, une excentricité de 0,05 et une inclinaison de 5,8° par rapport à l'écliptique.

## Compléments